# Pietro Tinu
Pietro Tinu (Ozieri, 25 aprile 1923 – Cagliari, 1999) è stato un pittore italiano.

## Biografia
Conseguito il diploma all'Istituto d'Arte di Sassari nel 1945 si iscrive all'Accademia di belle arti di Firenze (fu compagno di studi del pittore sassarese Salvatore Fara), sotto gli insegnamenti di Felice Carena, Primo Conti, Giovanni Colacicchi e Pietro Annigoni, solo per citare i più noti. Anni dopo, negli anni '60, diventerà docente di Decorazione presso la stessa Accademia (dove insegnò per circa 30 anni), essendosi ormai trasferito stabilmente in Toscana.
La sua produzione artistica, seppure eclettica e variegata, si incentra soprattutto sulla grafica (in particolare il disegno, il monotipo e l'acquaforte), la pittura (ad olio o tempera), ed una tecnica mista basata su colla, tempera, gessolino e pastello che sviluppò negli ultimi anni. Gli esordi lo vedono schierato nel campo figurativo, ma ben presto si pone alla ricerca di nuove esperienze fino a giungere ad un astrattismo originale e maturo, in cui alle geometrie del segno si uniscono ricercati equilibri tonali ed una matericità dei colori che lo avvicina, per certi versi, all'informale.
Ha esposto alla VII Quadriennale Nazionale d'Arte di Roma del 1955 presso il Palazzo delle Esposizioni. Nel corso del 1970, tenuto mostre personali aa Firenze, Bari, Camaiore, Cesena, Salerno e Terni. Tra il dicembre del 2000 ed il gennaio 2001 il Comune di Santa Croce sull'Arno ha tenuto una mostra antologica dal titolo “Pietro Tinu – Pittura e Grafica” (sottotitolo “Una vita nel rigore”, 60 dipinti esposti) presso il Centro Espositivo di Villa Pacchiani.
Ad Ozieri realizzò, in occasione dell'anno mariano del 1954, gli affreschi della Cappella del Rimedio presso la chiesa dei Cappuccini, che purtroppo crollarono durante i lavori di risanamento degli intonaci, negli anni '80. Nella stessa cappella è però presente un olio che ritrae i santi fondatori dell'Ordine Trinitario (la cui Patrona è, per l'appunto, la Madonna del Rimedio).